# Casas de Oya
Las casas de Oya es un edificio de 1904 obra del arquitecto francés Michel Pacewicz, que se encuentra en la avenida de García Barbón (números 15, 17 y 19), en el centro de la ciudad de Vigo. Hoy en día es el Hotel NH collection Vigo, perteneciente a la cadena hotelera de NH Hotel Group.

## Historia
La obra la encarga José García Barbón al arquitecto francés Michel Pacewicz, que de aquellas residia en Vigo. Dimas Vallcorba firmó la obra el mes de febrero de 1904 y Manuel Pérez Conde se encargó de su ejecución.
Fue rehabilitado en 1998 por los arquitectos Alberto Iglesias Álvarez y María José Maldonado Tornero, respetando la arquitectura exterior y ampliando con una discreta planta adicional a modo de buhardilla cerrada, de forma que se sigue apreciando el coronamiento y las bufardas de su parte más alta. Hoy en día en el edificio se encuentra instalado un hotel, de cuatro estrellas, con 108 habitaciones, el NH Palacio de Vigo.

## Descricipón y estilo
Hecho totalmente en cantería de granito gallego, el estilo del inmueble de cinco andares es ecléctico con pisos poco individualizados y poco perceptibles y representa un cambio en la arquitectura de Pacewicz en la ciudad hasta la fecha. A diferencia de otras casa pudientes de la época, este edificio posee simpleza ornamental, limpieza y uniformidad en su estilo. Tiene corte francés y base neobarroca de fuerte simetría. La fachada tiene ornamentación, excepto en el tratamiento de las gárgolas de los balcones individualizados y miradores. El bajo es de cantería en las pilastras que soportan los arcos de medio punto. Los miradores de la segunda planta tienen remates neoclásicos y pilastras con capiteles jónicos que aguantan un friso a modo de entablonamiento. La balconada corrida del primer y último piso refuerzan la horizontalidad del edificio. Sobresalen las cuatro grandes ventanas salientes del segundo piso. La cima de la casa combina petriles y barandillas de piedra en las que se sitúan unas aberturas rematadas en frontones curvos y partidos rematados con volutas en los laterales inferiores.
La fachada principal es más larga la de García Barbón, la lateral, cara la calle de la República Argentina es pequeña, semejante a la principal, más con una galería en la primera planta de hierro fundido, anteriormente de madera.